# Laid
Laid é o quinto álbum de estúdio da banda britânica James lançado a 5 de Outubro de 1993, com enorme sucesso principalmente os singles "Sometimes (Lester Piggott)" e "Laid".

## Faixas
1. "Out to Get You"
2. "Sometimes" (Lester Piggott)
3. "Dream Thrum"
4. "One of the Three"
5. "Say Something"
6. "Five-O"
7. "P.S."
8. "Everybody Knows"
9. "Knuckle Too Far"
10. "Low, Low, Low"
11. "Laid"
12. "Lullaby"
13. "Skindiving"

## Posição nas paradas musicais
| Parada (1993–1994)                  | Melhor posição |
| ----------------------------------- | -------------- |
| Austrália (ARIA)                    | 86             |
| Reino Unido (Official Albums Chart) | 3              |
| Estados Unidos (Billboard 200)      | 72             |

## Certificações
| Região                                                                                                  | Certificação | Vendas   |
| --- | ------------ | -------- |
| Reino Unido (BPI)                                                                                       | Ouro         | 100,000^ |
| Estados Unidos (RIAA)                                                                                   | Ouro         | 500,000^ |
| *números de vendas baseados somente na certificação ^números de vendas baseados somente na certificação |              |          |